# 國下和男
國下 和男（くにした かずお、1942年（昭和17年）1月1日 - ）は、日本の政治家。元大阪府藤井寺市長（3期）。

## 来歴
大阪府藤井寺市出身。関西大学経済学部卒業。1966年（昭和41年）4月、南河内郡美陵町役場に採用される。同年11月1日、美陵町は市制施行して美陵市となり、また即日藤井寺市と改称する。これとともに藤井寺市役所職員となる。
1990年（平成2年）4月、市民部長。1991年（平成3年）6月、議会事務局長。1995年（平成7年）6月、市長公室長。 2002年（平成14年）3月、退職。同年4月、旅館経営にあたる。
翌2003年（平成15年）の藤井寺市長選挙に出馬するも落選。2007年（平成19年）に初当選。
2019年（平成31年）4月の市長選は出馬せず引退した。
2020年、旭日小綬章受章。

## 市長選挙の結果

### 2003年（平成15年）
2003年（平成15年）4月27日執行。現職の井関和彦に挑むも落選。
※当日有権者数：人 最終投票率：62.07%（前回比：pts）
| 候補者名 | 年齢 | 所属党派 | 新旧別 | 得票数   | 得票率 | 推薦・支持                                               |
| -------- | ---- | -------- | ------ | -------- | ------ | -------------------------------------------------------- |
| 井関和彦 | 60   | 無所属   | 現     | 16,807票 | 53.18% | （推薦）自民党・民主党・公明党・自由党・社民党・保守新党 |
| 國下和男 | 61   | 無所属   | 新     | 14,799票 | 46.82% |                                                          |

### 2007年（平成19年）
2007年（平成19年）4月22日執行。前回敗れた井関との一騎討ちを制し初当選を果たす。
※当日有権者数：52,826人 最終投票率：59.22%（前回比：-2.85pts）
| 候補者名 | 年齢 | 所属党派 | 新旧別 | 得票数   | 得票率 | 推薦・支持                     |
| -------- | ---- | -------- | ------ | -------- | ------ | ------------------------------ |
| 國下和男 | 65   | 無所属   | 新     | 16,359票 | 53.55% |                                |
| 井関和彦 | 64   | 無所属   | 現     | 14,191票 | 46.45% | （推薦）自民党・民主党・公明党 |

### 2011年（平成23年）
2011年（平成23年）4月24日執行。元市議の石本良介を破り再選。
※当日有権者数：52,925人 最終投票率：54.09%（前回比：-5.13pts）
| 候補者名 | 年齢 | 所属党派 | 新旧別 | 得票数   | 得票率 | 推薦・支持             |
| -------- | ---- | -------- | ------ | -------- | ------ | ---------------------- |
| 國下和男 | 69   | 無所属   | 現     | 20,312票 | 73.88% | （推薦）民主党・自民党 |
| 石本良介 | 64   | 無所属   | 新     | 7,183票  | 26.12% |                        |

### 2015年（平成27年）
2015年（平成27年）4月26日執行。元市職員の林均を破り3選。
※当日有権者数：52,884人 最終投票率：52.02%（前回比：-2.07pts）
| 候補者名 | 年齢 | 所属党派 | 新旧別 | 得票数   | 得票率 | 推薦・支持     |
| -------- | ---- | -------- | ------ | -------- | ------ | -------------- |
| 國下和男 | 73   | 無所属   | 現     | 14,149票 | 52.88% | （推薦）民主党 |
| 林均     | 64   | 無所属   | 新     | 12,608票 | 47.12% |                |